# Космос-1782
Космос-1782 је један од преко 2400 совјетских вјештачких сателита лансираних у оквиру програма Космос.
Космос-1782 је лансиран са космодрома Плесецк, СССР, 30. септембра 1986. Ракета-носач Ф-2 је поставила сателит у орбиту око планете Земље. Маса сателита при лансирању је износила 1400 килограма. Космос-1782 је био сателит намијењен за електронско извиђање, јављање и навођење.